# Executive Aerospace
Executive Aerospace — південноафриканська чартерна авіакомпанія зі штаб-квартирою в Йоганнесбурзі (ПАР), що спеціалізується на нерегулярних пасажирських перевезеннях за договорами з промисловими компаніями, спортивними об'єднаннями та іншими замовниками.
Авіакомпанія була заснована в 1984 році. Портом приписки перевізника і його головним транзитним вузлом (хабом) є Міжнародний аеропорт імені О. Р. Тамбо в Йоганнесбурзі.

## Флот
Станом на березень 2007 року повітряний флот авіакомпанії Executive Aerospace складали наступні літаки:
- 4 BAe 748 Series 2B
- 2 McDonnell Douglas DC-9-30 ( лізинг з Global Aviation, згодом передані в South African Express)

## Ліквідація
27 лютого 2008 року авіакомпанія подала заявку про банкрутство у Вищий суд Дурбана.